# Кім Ун Хян (стрибунка у воду)
Кім Ун Хян (21 жовтня 1991) — північнокорейська стрибунка у воду.
Учасниця Олімпійських Ігор 2012, 2016 років.